# Октябрьский (Коми)
Октя́брьский — посёлок городского типа в городском округе Воркута Республики Коми.
Расположен на «северной» части автокольца между Воркутой и посёлком Северный.
Статус посёлка городского типа — с 1946 года.

## Население
| 1959   | 1970  | 1989  | 2002 | 2009 | 2010 | 2012 |
| ------ | ----- | ----- | ---- | ---- | ---- | ---- |
| 10 476 | ↘6882 | ↘3729 | ↘660 | ↘289 | ↘0   | →0   |
| 2013   | 2014  | 2015  | 2016 | 2021 |      |      |
| →0     | →0    | →0    | →0   | →0   |      |      |

## Транспорт
Доступен автомобильным и железнодорожным транспортом. Ежедневно ходит автобус № 101 Воркута — Северный.